# Îlot Comprido
Ne pas confondre avec l'Îlot Comprido, un autre îlot de Madère, aux Îles Selvagens.
L'îlot Comprido (en portugais : Ilhéu Comprido) ou îlot Alto (Ilhéu Alto) est un îlot situé dans la freguesia de Ribeira da Janela, dont la municipalité est Porto Moniz, à Madère, au Portugal.